# Elogkam
Elogkam est un village de la Région du Littoral du Cameroun, situé dans la commune d'Édéa Ier. Il est situé à 43 km d'Edéa.

## Population et développement
En 1967, la population de Elogkam était de 109 habitants. La population de Elogkam était de 108 habitants dont 60 hommes et 48 femmes, lors du recensement de 2005. Elle est essentiellement composée de Bakoko. 